# Ligue B
La Ligue B è il secondo livello del campionato francese di pallavolo maschile.
Creato nel 1983, partecipano 14 squadre e dal 1991 è organizzata dalla Ligue Nationale de Volley; la Ligue B determina i club promossi alla Ligue A e quelli retrocessi in Élite.

## Albo d'oro
| Dal 1983 al 1997 la competizione è denominata Nationale 1B |                   |                     |                     |
| 1983-84 Dettagli                                           | RC de France      | JSA Bordeaux        | -                   |
| 1984-85 Dettagli                                           | Fréjus            | Mulhouse            | -                   |
| 1985-86 Dettagli                                           | ?                 | -                   | -                   |
| 1986-87 Dettagli                                           | JSA Bordeaux      | ASUL Lyon           | -                   |
| 1987-88 Dettagli                                           | Stade Poitevin    | RC de France        | -                   |
| 1988-89 Dettagli                                           | Stade Français    | Saint-Nazaire       | -                   |
| 1989-90 Dettagli                                           | CASG Paris        | Stade Poitevin      | CA Saint-Étienne    |
| 1990-91 Dettagli                                           | Asnières          | -                   | -                   |
| 1991-92 Dettagli                                           | Stade Poitevin    | -                   | -                   |
| 1992-93 Dettagli                                           | Paris UC          | SAS                 | Rennes              |
| 1993-94 Dettagli                                           | Tours             | Avignon             | -                   |
| 1994-95 Dettagli                                           | Nice              | RC Strasbourg       | -                   |
| 1995-96 Dettagli                                           | Agde              | Spacer's Toulouse   | -                   |
| 1996-97 Dettagli                                           | JSA Bordeaux      | Gazélec Ajaccio     | Castres Volley-Ball |
| Dal 1997 al 1998 la competizione è denominata Nationale    |                   |                     |                     |
| 1997-98 Dettagli                                           | Asnières          | -                   | Castres Volley-Ball |
| Dal 1998 al 2009 la competizione è denominata Pro B        |                   |                     |                     |
| 1998-99 Dettagli                                           | Avignon           | Castres Volley-Ball | Agde                |
| 1999-00 Dettagli                                           | Avignon           | Rennes              | Saint-Quentin       |
| 2000-01 Dettagli                                           | Dunkerque         | Rennes              | Saint-Quentin       |
| 2001-02 Dettagli                                           | Rennes            | Avignon             | Saint-Quentin       |
| 2002-03 Dettagli                                           | Saint-Brieuc      | Beauvais            | Saint-Quentin       |
| 2003-04 Dettagli                                           | Saint-Quentin     | Dunkerque           | Asnières            |
| 2004-05 Dettagli                                           | Spacer's Toulouse | Narbonnaise         | Chaumont            |
| 2005-06 Dettagli                                           | Asnières          | Saint-Brieuc        | Cambrai             |
| 2006-07 Dettagli                                           | Narbonnaise       | Gazélec Ajaccio     | Alès                |
| 2007-08 Dettagli                                           | Alès              | Saint-Quentin       | Avignon             |
| 2008-09 Dettagli                                           | Gazélec Ajaccio   | Avignon             | Nice                |
| Dal 2009 la competizione è denominata Ligue B              |                   |                     |                     |
| 2009-10 Dettagli                                           | Nantes            | Chaumont            | Saint-Brieuc        |
| 2010-11 Dettagli                                           | ASUL Lyon         | Narbonne            | Avignon             |
| 2011-12 Dettagli                                           | Avignon           | Chaumont            | Saint-Nazaire       |
| 2012-13 Dettagli                                           | Saint-Nazaire     | ASUL Lyon           | Asnières            |
| 2013-14 Dettagli                                           | Tourcoing         | Nice                | Canteleu-Maromme    |
| 2014-15 Dettagli                                           | Maxéville Nancy   | Nice                | -                   |
| 2015-16 Dettagli                                           | Nice              | Rennes              | -                   |
| 2016-17 Dettagli                                           | Tourcoing         | Grand Nancy         | Rennes              |
| 2017-18 Dettagli                                           | Cannes            | Narbonne            | Cambrai             |
| 2018-19 Dettagli                                           | Paris             | Saint-Nazaire       | Cambrai             |
| 2019-20 Dettagli                                           | Non assegnato     | Non assegnato       | Non assegnato       |

## Palmarès
| Squadra           | Titolo | Stagione                  |
| ----------------- | ------ | ------------------------- |
| Asnières          | 3      | 1990-91, 1997-98, 2005-06 |
| Avignon           | 3      | 1998-99, 1999-00, 2011-12 |
| JSA Bordeaux      | 2      | 1986-87, 1996-97          |
| Stade Poitevin    | 2      | 1987-88, 1991-92          |
| Nice              | 2      | 1994-95, 2015-16          |
| Tourcoing         | 2      | 2013-14, 2016-17          |
| RC de France      | 1      | 1983-84                   |
| Fréjus            | 1      | 1984-85                   |
| Stade Français    | 1      | 1988-89                   |
| CASG Paris        | 1      | 1989-90                   |
| Paris UC          | 1      | 1992-93                   |
| Tours             | 1      | 1993-94                   |
| Agde              | 1      | 1995-96                   |
| Dunkerque         | 1      | 2000-01                   |
| Rennes            | 1      | 2001-02                   |
| Saint-Brieuc      | 1      | 2002-03                   |
| Saint-Quentin     | 1      | 2003-04                   |
| Spacer's Toulouse | 1      | 2004-05                   |
| Narbonnaise       | 1      | 2006-07                   |
| Alès              | 1      | 2007-08                   |
| Gazélec Ajaccio   | 1      | 2008-09                   |
| Nantes            | 1      | 2009-10                   |
| ASUL Lyon         | 1      | 2010-11                   |
| Saint-Nazaire     | 1      | 2012-13                   |
| Maxéville Nancy   | 1      | 2014-15                   |
| Cannes            | 1      | 2017-18                   |
| Paris             | 1      | 2018-19                   |